# Ábrahám Irén
Ábrahám Irén (Kikinda, 1949. október 31. – 2023. november 3. (k. n.)) vajdasági magyar színésznő.

## Életpályája
A magyarkanizsai Mezőgazdasági Szakközépiskolában érettségizett és a szabadkai színházban csoportos szereplőként kezdte pályáját. Színészi oklevelét 1975-ben kapta meg Marosvásárhelyen, a Szentgyörgyi István Színművészeti Főiskolán, ahol Csorba András és Gergely Géza  osztályában végzett. 
Diplomás színésznőként is először Szabadkára szerződött. 1977-től az Újvidéki Színház társulatának színművésznője. Vendégként többször fellépett a Tanyaszínház előadásain is. 
Az újvidéki Színes Szilánkok Diákszínpad alapítótagja, amelynek nyolc évig vezetője volt. Tanítással és rendezéssel is foglalkozott.

## Fontosabb színházi szerepei
- Molière: Don Juan... Donna Elvira
- Anton Pavlovics Csehov: Három nővér... Natalja Ivanovna
- Anton Pavlovics Csehov: Cseresznyéskert... Varja, fogadott lány
- Anton Pavlovics Csehov: Sirály... Polina Andrejevna, Samrejev felesége
- Mihail Afanaszjevics Bulgakov: A Mester és Margarita... Arcsibald Arcsibaldovics, Fokics; Ápolónő; Abadonna; Feleség; Titkár, Poncius Pilátusnál
- Federico García Lorca: Bernarda Alba háza... Martirio; Poncia, szolgáló
- Federico García Lorca: Vérnász... Cselédasszony; Hold; Szomszédasszony I.; Favágó; Nyoszolyólány
- Luigi Pirandello: Hat szerep keres egy szerzőt... Madám Pace
- Ruzante (Angelo Beolco): A csapodár madárka... Betia
- Arisztophanész: Lysistrate... Lysistrate
- Euripidész: Média - körök... Hírnök
- August Strindberg: Júlia kisasszony... Kristin
- Bertolt Brecht: Kurázsi mama... Kurázsi mama
- Bertolt Brecht: Baal... Sophie Barger
- Friedrich Dürrenmatt: Angyal szállt le Babilonba... szereplő
- Arthur Miller: Édes fiaim... Kate Keller
- Edward Albee: Mindent a kertbe... Jenny
- Albert Camus: A félreértés... Az anya
- Henrik Ibsen: Hedda Gabler... Elvstedné
- Aldo Nicolaj: Hárman a padon... Ambra
- Jean Genet: Cselédek... Madame
- Ugo Betti: Bűntény a kecskeszigeten... Pia
- Nyikolaj Erdmann: Az öngyilkos... Öregasszony
- Gilles Leroy: Alabama song... Minni Sayre (Zelda anyja)
- Csokonai Vitéz Mihály: Az özvegy Karnyóné s a két szeleburdiak... Karnyóné
- Madách Imre: Az ember tragédiája... Kar
- Heltai Jenő: A néma levente... Zilia Duca
- Molnár Ferenc: Az üvegcipő... Szakácsné
- Örkény István: Pisti a vérzivatarban... Mama
- Örkény István: Macskajáték... Giza
- Háy Gyula : Mohács... Mária, a királyné
- Eisemann Mihály - Somogyi Gyula - Zágon István: Fekete Péter... Mme Lefebre
- Gyarmati Kata: Hét nap a világ... Feleség
- Végel László: Judit... Kormányzóné
- Faragó Attila: Lappangó... Izabella nővér
- Deák Ferenc: Nirvána... Márta
- Deák Ferenc: Légszomj... Blanka
- Kopeczky László: Színész és halál... Eliz
- Kopeczky László: Don Juan utolsó kalandja... Donna Clara
- Matei Vişniec: A kommunizmus története elmebetegek számára elmesélve... Grigorij Dekanozov (a kórház igazgatója)
- Góli Kornélia: Orfeum... Sári
- Kao Hszing-csi-en: A buszmegálló... Családanya
- Vlaho Stulli: Nagyszájú Kata... Kata
- Rade Pavelkić: Napfoltok... Lilla
- Bengt	Ahlfors: Színházkomédia... Linda Molin
- Ingmar Bergman: Fanny és Alexander... Fanny, 8 éves
- Agatha Christie: Tíz kicsi néger... Miss Marston
- Neil Simon: Legénylakás... Marge
- Paul Zindel: A gamma-sugarak hatása a százszorszépekre... Beatrice
- Joe Orton: Amit a lakáj látott... ?
- Horace McCoy: A lovakat lelövik, ugye?... Mrs. Layden

## Filmek, tv
- Ha nem volna szerelem
- Optimisták
- Luigi Pirandello: Hat szereplő szerzőt keres
- Nagyapáti Kukac Péter mennybemenetele

## Rendezéseiből
- Csipkerózsika
- Mennék haza, de otthon vagyok

## Díjai, elismerései
- Az Oktatási és Kulturális Minisztérium ÉLETMŰ DÍJA (Határon Túli Magyar Színházak XVIII. Fesztiválja, Kisvárda, 2006)